# 살라완주

살라완주

살라완주(라오어: ສາລະວັນ 살라완)는 라오스 남부에 위치한 주로, 주도는 살라완이며 면적은 10,691km2, 인구는 396,942명(2015년 기준), 인구밀도는 37.1명/km2이다.
북쪽으로는 사완나켓주, 동쪽으로는 베트남, 남동쪽으로는 세꽁주, 남쪽으로는 짬빠삭주, 서쪽으로는 태국과 접한다.

## 행정 구역
| 지도  | 코드       | 이름                     | 라오어 |
| ----- | ---------- | ------------------------ | ------ |
|       |            |                          |        |
| 14-01 | 살라완군   | ເມືອງສາລະວັນ 므앙 살라완   |        |
| 14-02 | 따오이군   | ເມືອງຕະໂອ້ຍ 므앙 따오이    |        |
| 14-03 | 뚬란군     | ເມືອງຕຸ້ມລານ 므앙 뚬란      |        |
| 14-04 | 라콘펭군   | ເມືອງລະຄອນເພັງ 므앙 라콘펭 |        |
| 14-05 | 와삐군     | ເມືອງວາປີ 므앙 와삐        |        |
| 14-06 | 콩세돈군   | ເມືອງຄົງເຊໂດນ 므앙 콩세돈  |        |
| 14-07 | 라오응암군 | ເມືອງເລົ່າງາມ 므앙 라오응암 |        |
| 14-08 | 사무아이군 | ເມືອງສະມ້ວຍ 므앙 사무아이  |        |